# Barwy walki (film)
Barwy walki – polski film wojenny z 1964 roku w reżyserii Jerzego Passendorfera. Scenariusz do filmu powstał na podstawie wspomnień Mieczysława Moczara pod tym samym tytułem.

## Opis fabuły
Kielecczyzna, lipiec 1944 roku. Partyzancki oddział AL pod dowództwem porucznika „Kołacza”, wspomagany przez partyzantów z BCh prowadzi akcje dywersyjne przeciwko okupantowi. Wraz ze zbliżającym się frontem musi stawić czoła dużym jednostkom SS, chcącym oczyścić zaplecze niemieckich linii. W walkach alowcom pomaga początkowo nieprzychylnie do nich nastawiony oddział AK oraz wierni towarzysze z Armii Czerwonej. Jedynie lokalny oddział NSZ nie bierze udziału w bojach, współpracując z okupantem i zwalczając bolszewików. Dla dowódcy partyzantów AL dodatkowym utrudnieniem jest powierzone mu przez dowództwo zadanie przerzucenia drogą lotniczą za linię frontu tow. „Brzozy” – łącznika ze sztabem partyzanckim, którego musi odbić z rąk Niemców.
Pomimo kilku dramatycznych scen, film utrzymany jest w ogólnej konwencji westernowo-przygodowej z wieloma elementami komicznymi. Jego treść jest bardzo luźno związana z pierwowzorem – wspomnieniami Mieczysława Moczara.

## Osada aktorska
- Tadeusz Schmidt – por.[a] „Kołacz”, dowódca oddziału AL
- Krzysztof Chamiec – ppor. „Kruk”, z-ca „Kołacza”
- Wojciech Siemion – „Elegant”, członek oddziału AL
- Mieczysław Czechowicz – „Waluś”, członek oddziału AL
- Michał Szewczyk – „Franek”, członek oddziału AL
- Jerzy Kaczmarek – „Malutki”, członek oddziału AL
- Barbara Horawianka – aptekarka Hanka
- Henryk Hunko – „Sowa”, członek oddziału AL
- Tadeusz Kosudarski – plut. „Kruk”, członek oddziału BCh
- Wiktor Nanowski – dowódca radzieckiego oddziału
- Wojciech Rajewski – lekarz
- Marian Łącz – „Bicz”, członek oddziału AL
- Zofia Małynicz – „Ciotka”
- Janusz Bylczyński – major AL
- Zdzisław Maklakiewicz – kapitan, dowódca oddziału AK
- Stanisław Mikulski – por. „Klinga”, zastępca dowódcy oddziału AK
- Józef Nowak – radziecki radiotelegrafista Sasza
- Ryszard Pietruski – tow. „Brzoza”, delegat PPR z Warszawy
- Krystyna Kołodziejczyk – Kasia
- August Kowalczyk – dowódca oddziału NSZ
- Wacław Kowalski – żołnierz Wermachtu
- Konrad Morawski – mąż „Ciotki”
- Grzegorz Roman – chłopiec Antek

i inni.